# Нельсон, Рэй (писатель)
Рэй Нельсон (англ. Ray Nelson, 3 октября 1931[…], Скенектади, Нью-Йорк — 29 ноября 2022, Напа, Калифорния) — американский писатель-фантаст.

## Биография
Родители Нельсона — инженер-электронщик Уолтер Хьюз Нельсон и учительница Мари Нельсон, урождённая Рид.
Рэй начал работать в молодом возрасте, сначала в Inland Lakes Flying Service в Кадиллаке, штат Мичиган (с 1947 года), затем в Hudson Motor Company в Детройте с 1950 года и маляром в Чикаго с 1951 года. В 1954 году он изучал историю искусств в Чикагском художественном институте, а также работал печатником в компании Northside Poster Company в Чикаго, а в 1955/1956 годах — художником по рекламе в компании Artcraft Poster Company в Окленде, Калифорния. В 1957 году он уехал во Францию, изучал французский язык во Французском альянсе, а в 1958 году искусство в Сорбонне. В 1959 году он делал переводы для Жана Линара, иллюстратора из Везуля и издателя журналов для покланников научной фантастики. В этот период Нельсон и Майкл Муркок зарабатывали деньги на контрабанде запрещенных книг Генри Миллера в Великобританию, за что Нельсон был выслан, а Муркок арестован.
Во Франции Нельсон познакомился с норвежкой Кирстен Энге († 2011 г.) и женился на ней в 1957 году. В 1958 году в этом браке родился сын. Это был третий брак Нельсона, ранее он был женат на Пердите Лилли (1951—1955), которая стала героем первой опубликованной книги Нельсона, сборника стихов «Пердита: песни о любви, сексе и жалости к себе». Во втором браке был женат на Лизе Малликин (1955—1957).
В 1960 году Нельсон вернулся в Соединённые Штаты со своей новой семьей, в том же году получил степень бакалавра в Чикагском университете и в следующем году выучился на программиста. В 1963 году в «Журнале фэнтези и научной фантастики» появился его первый научно-фантастический рассказ «Отключи небо», который он считал лучшим из своих произведений. С тех пор он пытался создать что-то подобное: «Трудно начать с вершины, а затем двигаться вниз». Харлан Эллисон назвала это «первой историей Новой волны», но она была настолько противоречивой, что его номинация на премию Хьюго была отозвана.
В том же году, что и «Выключи небо», появился рассказ «Восемь часов утра», послуживший основой для фильма Джона Карпентера «Чужие среди нас» (1988). В 1967 году был опубликован первый роман Нельсона «Захват Ганимеда», написанный в сотрудничестве с Филипом К. Диком, в котором червеобразные захватчики с Ганимеда захватывают землю. Роман был описан как непростое сочетание навязчивого интереса Дика к амбивалентной природе реальности и сюжета космической оперы.
Действие второго научно-фантастического романа Нельсона «Прогресс Блейка» (1975) происходит в альтернативной истории, в которой поэт и художник Уильям Блейк путешествует во времени со своей более талантливой (и симпатичной) женой Кейт. Также стоит упомянуть «Человека-Прометея» 1982 года, в котором описывается антиутопическое общество будущего, в котором лишь несколько человек имеют работу, а подавляющее большинство «безработных» заперты и живут в лагерях, что приводит к беспорядкам.
Нельсон также написал серию порнографических романов под псевдонимом Р. Н. Элсон для Greenleaf в начале 1970-х годов.
Нельсон основывает свои претензии на бессмертие на изобретении шапки с пропеллером, украшенной пропеллером на козырьке, символическоим атрибутом юного фаната научной фантастики. Нельсон говорит:
«Спустя столетия после того, как все мои сочинения будут забыты, где-то в галактике все ещё будет крутиться шапочка с пропеллером».
Говорят, что изобретение было сделано, когда Нельсон учился в 10-м классе. В начале 1980-х Нельсон вместе с художником Дэйвом Райком основал Вторую международную бригаду шапочек, виртуальную группу носителей плоской кепки.
После 1967 года Нельсон преподавал в различных учреждениях, сначала в Свободном университете Беркли (1967/1968), затем основал Мастерскую художественной литературы «Микрокосм», а с 1968 года в средней школе Адамса в Эль Черрито.
С 1977 по 1978 год Нельсон был президентом Калифорнийского клуба писателей, а в 1983 году он получил врученную им премию Джека Лондона. В 2003 году он получил премию Rotsler Memorial Fanzine Artist Award за свой художественный вклад в фэндом научной фантастики, премию Императора Нортона в 2007 году и награду за заслуги перед фанатами в 2014 году за жизненные достижения в качестве фаната научной фантастики.
Нельсон описывает впечатление от футуристического мира будущего на Всемирной выставке 1939 года в Нью-Йорке как формирующий опыт.
Умер 30 ноября 2022 года в возрасте 91 года.